# Kerochariesthes
Kerochariesthes is een kevergeslacht uit de familie van de boktorren (Cerambycidae). De wetenschappelijke naam van het geslacht werd voor het eerst geldig gepubliceerd in 1990 door Teocchi.

## Soorten
Kerochariesthes omvat de volgende soorten:
- Kerochariesthes fulvoplagiata (Breuning, 1938)
- Kerochariesthes holzschuhi (Teocchi, 1992)